# Kardinalska imenovanja pape Inocenta XI.
Papa Inocent XI. za vrijeme svoga pontifikata (1676. – 1689.) održao je 2 konzistorija na kojima je imenovao ukupno 43 kardinala.

## Konzistorij 1. rujna 1681. (I.)
1. Giambattista Spinola, stariji, bivši đenovski nadbiskup, rimski generalni guverner
2. Antonio Pignatelli, nadbiskup-biskupa Leccea, prefekt Papinskoga kućanstva[a]
3. Stefano Brancaccio, viterbski biskup
4. Stefano Agostini, heraklejski naslovni nadbiskup, bilježnik Njegove Svetosti
5. Francesco Buonvisi, solunski naslovni nadbiskup, nuncij u Austriji
6. Savo Millini, cezarejski naslovni nadbiskup, nuncij u Španjolskoj
7. Federico Visconti, milanski izabrani nadbiskup
8. Marco Galli, biskup Riminija
9. Flaminio Taja, saslušatelj Svete Rimske rote
10. Raimondo Capizucchi, O.P., meštar Apostolske palače
11. Giovanni Battista De Luca, referent Sudišta Apostolske signature pravde i milosti, saslušatelj Njegove Svetosti
12. Lorenzo Brancati, O.F.M. Conv.
13. Urbano Sacchetti, saslušatelj Apostolske komore
14. Gianfrancesco Ginetti, glavni blagajnik Apostolske komore
15. Benedetto Pamphilj, O.S.Io.Hieros., veliki prior Reda sv. Ivana Jeruzalemskoga u Rimu
16. Michelangelo Ricci, tajnik Svete kongregacije za oproste i svete relikvije

## Konzistorij 2. rujna 1686. (II.)
1. Giacomo de Angelis, bivši urbinski nadbiskup, rimski vicegerent
2. Opizio Pallavicini, efeški naslovni nadbiskup, nuncij u Poljskoj
3. Angelo Maria Ranuzzi, fanski biskup
4. Maximilian Gandolph von Künburg, salcburški nadbiskup, Austrija
5. Veríssimo de Lencastre, bivši braganski nadbiskup, Portugal
6. Marcello Durazzo, kalcedonijski naslovni nadbiskup, nuncij u Španjolskoj
7. Orazio Mattei, damaščanski naslovni nadbiskup, prefekt Svete apostolske palače
8. Marcantonio Barbarigo, krfski nadbiskup
9. Carlo Stefano Anastasio Ciceri, biskup Coma
10. Leopold Karl von Kollonitsch, biskup Bečkog Novog Mjesta, Austrija
11. Étienne Le Camus, biskup Grenoblea, Francuska
12. Johannes von Goes, biskup Gurka, Austrija
13. Augustyn Micha³ Stefan Radziejowski, varmijski biskup, Poland
14. Pier Matteo Petrucci, Orat., jesijski biskup
15. Pedro de Salazar Gutiérrez de Toledo, O. de M., biskup Salamance, Španjolska
16. Wilhelm Egon von Fürstenberg, strazburški biskup, Alzas
17. Jan Kazimierz Denhoff, preceptor Bolnice S. Spirito in Sassia u Rimu
18. José Sáenz de Aguirre, O.S.B.
19. Leandro Colloredo, Orat.
20. Fortunato Ilario Carafa della Spina
21. Domenico Maria Corsi, saslušatelj Apostolske komore
22. Giafrancesco Negroni, rizničar Njegove Svetosti
23. Fulvio Astalli, klerik Apostolske komore
24. Gasparo Cavalieri, klerik Apostolske komore
25. Johannes Walter Sluse, tajnik Apostolskih pisama
26. Francesco Maria de' Medici[b]
27. Rinaldo d'Este[c]